# Rhea
För andra betydelser, se Rhea (olika betydelser).

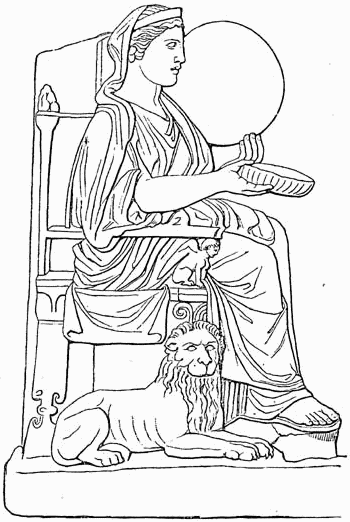
Rhea

Rhea (Rea) är i grekisk mytologi dotter till Uranos och Gaia, moder till Zeus och både maka och syster till Kronos.

## Familjeliv
Rhea fick flera barn med Kronos. Då ett orakel förutspått att en av Kronos söner skulle störta honom från makten, valde emellertid Kronos att äta upp sina barn strax efter att de fötts. Rhea kände mycket väl till sin makes vana att äta sina barn. När Rhea födde Zeus gav hon därför Kronos en sten inlindad i ett tygstycke att äta istället för det nyfödda barnet. I hemlighet gömde hon Zeus på ön Kreta, där han växte upp i största hemlighet. Hon räddade också livet på flera av sina andra barn genom att övertala sin make Kronos att kräkas upp några av dem han svalt. Dessa blev sedan Zeus bundsförvanter i hans senare kamp mot fadern.

## Ursprung och symboler
Rhea har identifierats med den minoiska modersgudinna som blivit känd genom statyetter av barbröstade kvinnor med ormar i händerna som hittats på Knossos.
Rhea avbildas ofta med två lejon vid sin sida. Dessa lejon drog hennes vagn.

## Namngiven måne
Saturnus (romarnas version av Kronos) näst största måne är uppkallad efter henne.